# 塔瓦里昂·尼克斯
塔瓦里昂·尼克斯（英語：Tavarion Nix，1992年4月20日—）為美國男子籃球運動員，場上位置為前鋒。

## 生平
尼克斯來自美國佛羅里達州聖彼德斯堡，父親的職業是船員，因此尼克斯從小經常搬家，尼克斯17歲時愛上籃球，就讀德克萨斯中西州立大学兩年來場均命中率為53.2%。2016年效力於芹苴鯰魚。2017年8月加盟Leeds Force。2018-19賽季效力於西貢熱火，2019年9月助隊奪下越南籃球聯賽冠軍，個人榮膺冠軍系列賽MVP。2020年6月加盟弗雷澤河谷強盜。2020年12月加盟阿爾雷恩籃球隊。2021年7月加盟哈拉帕獵鷹。2022年9月加盟Al Salam。2023年3月加盟超級籃球聯賽台灣啤酒，中文登錄名為「倪克斯」，於4月中註冊大限前被球隊註銷，改註冊約翰·菲爾茲。

## 外部連結
- 塔瓦里昂·尼克斯在Eurobasket.com（球員）（英语）
- 塔瓦里昂·尼克斯在RealGM（英语）
- 塔瓦里昂·尼克斯在Proballers（英语）
- 塔瓦里昂·尼克斯在Flashscore（英语）